# 義大利羅馬聖殿
義大利羅馬聖殿是義大利羅馬耶穌基督後期聖徒教會的一座聖殿。這座聖殿供義大利、馬爾他、希臘、賽普勒斯、阿爾巴尼亞和羅馬尼亞西部的教會成員所用。教會的總會會長托马斯·孟荪最初於2008年宣佈建造聖殿，2010 年破土動工，聖殿於 2019 年奉獻後開放。

## 歷史
起初，只有一小塊土地可用於聖殿的建造，但由於隨後的重新規劃，有15 英畝的土地可用於聖殿和相關建築的建造。
在聖殿建成之前，這片土地是耶穌基督後期聖徒教會於1997年收購的一個莊園，其中包括一座別墅、一個橄欖種植園和室外的比薩餅烤肉機。 這裡曾經是教會成員經常聚集和舉行活動的地方;全部時間的傳教士也在該地居住了一段時間。
2008年10月4日，孟蓀會長正式宣布在羅馬的聖殿建造計畫。作為施工前的準備工作和獲得施工批准的一部分，羅馬所有潛在的建築工地都必須經過羅馬古蹟的搜查，過程包括在整片土地上進行每隔十到十五英畝的挖溝。在對屬於聖殿財產的土地上進行了古蹟搜查後並沒有發現任何遺跡，此事宣布後獲得了施工批准。
聖殿的奠基儀式於2010年10月23日由孟蓀會長主持舉行。只有受邀的賓客才允許參加奠基儀式，但儀式於第二天在意大利的後期聖徒教堂重播，以供更多人參與。 奠基儀式上的賓客包括羅馬副市長 朱塞佩·恰爾迪（Giuseppe Ciardi）、意大利參議員盧西奧·馬蘭（ Lucio Malan），以及孟蓀會長、威廉·沃克（William R. Walker）和埃里希·科皮施克（Erich W. Kopischke），都是耶穌基督後期聖徒教會的總會持有權柄人員。
2018年3月29日，耶穌基督後期聖徒教會正式宣布將於 2019年1月28日至2月16日期間對外開放，不包括星期日。 教會的所有的15位使徒都參與了聖殿奉獻儀式。 人們相信這是這個總會會長團和十二使徒定額組在美國外第一次聚集在同一地點。
該聖殿於2019年3月10日由教會總會會長羅素·納爾遜 (Russell M. Nelson) 分三個環節正式進行奉獻儀式，併計劃在接下來的兩天內另外再進行兩個環節。
2020年，與教會其他所有的聖殿一樣，義大利羅馬聖殿暫時關閉以作為對新冠狀病毒大流行的回應。

## 設計
羅馬義大利聖殿的建築師尼爾斯瓦倫丁（Neils Valentine）說道，它的設計靈感來自羅馬的聖卡利諾羅馬天主教堂，建築的外部和內部都採用了弧形設計。 聖殿的表面，包括地板、牆壁和檯面，都是用意大利金花米黃大理石製成的，並以來自意大利、西班牙、土耳其和巴西的其他寶石加以點綴。
聖殿的入口處是一面落地彩色玻璃牆，描繪了耶穌基督的生平; 附加的藝術玻璃上有一棵橄欖樹和它的葉子。其它內部亮點包括橢圓樓梯，介紹室裡的意大利景觀壁畫，從海洋到山坡的意大利風景，帶有水晶吊燈和手繪椅子的巴洛克風格新娘房和雕刻灰白色地毯的印證室和高榮室。此外，洗禮室採用了橢圓形的字體，鑲嵌石頭和羅馬阿坎瑟斯葉為特色；聖殿內部掛滿了原畫。

## 地理位置
這座聖殿佔地 15 英畝（四萬一千平方米），是耶穌基督後期教會擁有場地的一部分，靠近羅馬東北部，辛奎納（Cinquina）的大環狀路附近。沿著塞特巴尼路線，該地位於第三市政區（本為第四）。

## 場地
聖殿場地包括聖殿、會堂、訪客中心、家庭歷史中心、聖殿廣場、旅館和風計畫的公園和噴泉。
義大利羅馬聖殿是一座三層樓的建築，耶穌基督後期聖徒教會的成員在這裡執行宗教教儀。聖殿坐立在該場地的東部，場地上的石階和噴泉從聖殿一直通向另一端的訪客中心。在場地西部的教堂是教會成員和訪客聚集進行教會聚會和社交活動的地方。場地北部是提供給長途旅行者住宿的旅館和家庭歷史中心，該地提供資源、設施、設備以及服務來幫助訪客來做家譜事工。

## 訪客中心
訪客中心入口附近是由湯姆和蓋爾·霍爾德曼 (Tom and Gayle Holdman) 帶領的 25 位藝術家組成的團隊，共同創作的玻璃藝術作品。 它描繪了基督在世上生活的 100 處參考文獻，其中包含他在新約中講述過的比喻象徵。
在該藝術品背後的另一邊是贝特尔·托瓦尔森的基督雕像的複製品，以及在哥本哈根路德會聖母大教堂中可見的十二位使徒雕像的複製品，面向著聖殿，以意大利風景為背景。
雕像對面有一口落地玻璃窗，可以看到反射在聖殿上的基督像，同樣的效果可以從訪客中心外部看到，即聖殿反射在基督像旁邊的景象。
訪客中心內的其它特色包括獨立的房間和供訪客沉思或與傳教士見面的安靜的地方；一個播放“生活風暴”視頻的小劇院，視頻內容包含著個人如何面對和應對現實生活挑戰的紀錄。 此外，有一個大型聖殿模型展示出聖殿內部的房間、環境和各種內部在特徵；階梯上還有一個顯示著全國各地教堂具體位置的地圖和家庭歷史中心。